# 1790 Волков
1790 Волков (1790 Volkov) — астероїд головного поясу, відкритий 9 березня 1967 року.
Тіссеранів параметр щодо Юпітера — 3,625.
Названо на честь Владислава Волкова (1935-1971) радянського космонавта, двічі Героя Радянського Союзу, який у 1971 році загинув на космічному кораблі «Союз-11» разом з космонавтами В. І. Пацаєвим та Г. Т. Добровольським.